# Pela-soques de Nova Guinea
El pela-soques de Nova Guinea (Cormobates placens) és una espècie d'ocell de la família dels climactèrids (Climacteridae).

## Hàbitat i distribució
Habita els boscos de les muntanyes de Nova Guinea al Vogelkop, Weyland, Snow i districtes sud-orientals. Absent de les terres altes centrals i orientals.